# Parallelia melanochrous
Parallelia melanochrous là một loài bướm đêm trong họ Erebidae.